# Kagyu
Kagyü é uma das quatro escolas do Budismo tibetano, fundada pelo mahasiddha indiano Tilopa (988-1069), o qual recebeu os ensinamentos diretamente do Buddha Vajradhara, o Buddha primordial Adi-Buddha. Estes ensinamentos tinham por base uma prática conhecida como Mahamudra, que pode ser traduzida por Grande Selo. O líder da escola é denominado Karmapa. Atualmente, existe discordância quanto à encarnação do 17°Karmapa. Existem 2 Karmapas oficialmente entronados: S.S. Ugyen Trinley Dorje, reconhecido por Tai Situ Rimpoche (um dos 4 mestres responsáveis pela manutenção do conhecimento da escola), por outros líderes das escolas Nyingma e Sakya e pelo governo chinês, e S.S. Trinley Thaye Dorje, reconhecido pelo Shamarpa, o segundo mais importante lama da escola Kagyu e tradicionalmente o único habilitado e responsável pelo reconhecimento das reencarnações de um Karmapa.
O conflito dos Karmapas é responsável por uma grave divisão na escola Kagyü. 

## Principais Mestres
De Tilopa, os ensinamentos passaram a Naropa (1016-1100), de Naropa a Marpa (1012-1097), que introduziu a escola no Tibete, de Marpa a Milarepa (1040-1123). Milarepa tornou-se o mais popular mestre vajra para o povo tibetano. Foi um discípulo de Milarepa, Gampopa, quem sistematizou os ensinamentos do Mahamudra.

## As quatro escolas maiores
A escola Kagyü se subdivide em quatro escolas fundadas por discípulos de Gampopa, conhecidas como as quatro escolas maiores. São elas:
- Karma Kagyü, cujo fundador foi Düsum Khyenpa (1110-1193), considerado o 1° Karmapa;
- Barom Kagyü, fundada por Barompa Darma Wangchug;
- Tsalpa Kagyü, fundada por Zangyu Dragpa Darma Drag ou, simplesmente, Zhang Rinpoche;
- Pagdru Kagyü, fundada por Pagmo Drupa Dorje Gyalpo. Dessa escola surgiram oito subdivisões, conhecidas como as oito escolas menores.

## Ensinamentos
O ensinamento do Mahamudra integra a visão da vacuidade com a da clara luz, percebendo diretamente a realidade última.
O ensinamento do Chöd leva a cortar as ilusões mentais e os obstáculos materiais.
As seis yogas de Naropa ensinam a controlar a energia sutil:
1. Tummo: eleva a temperatura do corpo, realizando o grande êxtase da vacuidade
2. Corpo Ilusório: realização de um corpo dotado de qualidades búdicas
3. Sonhos: preservar a consciência nos sonhos, realizando a visão do mundo como um sonho
4. Clara Luz: perceber a realidade última da mente
5. Bardo: meditação que permite alcançar a realidade última no estado intermediário (bardo) entre a morte e o renascimento
6. Phowa: permite transferir a consciência, após a morte, a uma terra pura de um Buddha.